# HMS Whitley (L23)
«Вітлі» (англ. HMS Whitley (L23) — військовий корабель, ескадрений міноносець «Адміралті» типу «W» Королівського військово-морського флоту Великої Британії за часів Першої та Другої світових війн.
«Вітлі» був закладений у червні 1917 року на верфі компанії William Doxford & Sons Ltd у Сандерленді. 13 квітня 1918 року він був спущений на воду, а 14 жовтня 1918 року увійшов до складу Королівських ВМС Великої Британії.
Корабель брав участь у бойових діях на морі в Першій та Другій світових війнах, а також залучався разом з іншими британськими кораблями до бойових дій в акваторії Балтійського моря, захищаючи незалежність Балтійських країн під час громадянської війни в колишній Російській імперії. У роки Другої світової переважно бився в Атлантиці, біля берегів Франції, Англії та Норвегії.
19 травня 1940 року розбомблений німецьким пікіруючим бомбардувальником у 2 милях від бельгійського курортного міста Ніувпорт і викинувся на берег неподалік від Ніувпорт та Де Панне. Для недопущення потрапляння в руки противника був розстріляний та затоплений есмінцем «Кейт».